# Elachiptera comoroensis
Elachiptera comoroensis är en tvåvingeart som beskrevs av Curtis W. Sabrosky 1979. Elachiptera comoroensis ingår i släktet Elachiptera och familjen fritflugor. Inga underarter finns listade i Catalogue of Life.